# Fanny (groupe)
Pour les articles homonymes, voir Fanny.
Fanny est un groupe américain de rock et hard rock. Il est un des groupes de rock notables du début des années 1970, entièrement féminin, le troisième à signer avec une major (après Goldie and the Gingerbreads et The Pleasure Seekers), et le premier à publier un album chez une major, en 1970. Le groupe compte deux singles classés au top 40 du Billboard Hot 100 et cinq albums.

## Historique
Fondé par les sœurs Jean (basse) et June Millington (guitare) en 1969, Fanny se compose également de la batteuse Alice de Buhr (en remplacement de Brie Brandt) et de la claviériste Nickey Barclay. Le groupe décroche un contrat chez Reprise Records, une filiale de la Warner, grâce au producteur Richard Perry, qui supervise l'enregistrement de leurs trois premiers disques, Fanny (1970), Charity Ball (1971) et Fanny Hill (1972). Le second est celui qui se vend le mieux ; le morceau-titre de l'album, Charity Ball, atteint la 40e place du Billboard Hot 100.
Peu après la sortie de leur premier album, Barclay quitte temporairement le groupe pour jouer au sein des Mad Dogs de Joe Cocker mais ce dernier lui conseille de retourner au sein de Fanny. Le groupe tourne à l'international, ouvrant pour Slade, Jethro Tull et Humble Pie : un article datant de 1971 du magazine Sounds note que le groupe « semble avoir ouvert en concert pour tout le monde. » Les membres de Fanny travaillent aussi comme musiciennes de session, notamment sur l'album de Barbra Streisand Barbra Joan Streisand (1971),,.
Leur quatrième album, Mother's Pride (1973), est produit par Todd Rundgren. Un cinquième et dernier disque, Rock and Roll Survival, sort avec une formation différente : June Millington et Alice de Burh ayant quitté Fanny, elles sont remplacées par Patti Quatro (la sœur de Suzi Quatro) et Brie Brandt. Il est mixé par Leslie Ann Jones. Le single Butter Boy se classe no 29 des ventes au début de l'année 1975, mais le groupe se sépare.
En 2016, Brie Brandt rejoint sur scène les sœurs Millington, donnant lieu par la suite à la formation d'un nouveau groupe, appelé Fanny Walked the Earth, et à la publication d'un album du même nom en mars 2018.

## Discographie
- 1970 : Fanny
- 1971 : Charity Ball
- 1972 : Fanny Hill
- 1973 : Mother's Pride
- 1974 : Rock and Roll Survivors
- 2018 : Fanny Walked the Earth

## Hommages
En 2021 est sorti un film documentaire consacré au groupe : Fanny: The Right to Rock, par Bobbi Jo Hart.